# Grand Prix du Disque
El Grand Prix du Disque es el principal premio francés para las grabaciones musicales. Fue establecido por la Academia Charles-Cros en 1948.

## Historia
La Academia Charles-Cros fue fundada tras la Segunda Guerra Mundial con el objetivo apoyar la creación, así como la preservación de la memoria de sonido. Desde 1948, entrega una serie de galardones a compositores, escritores, artistas y empresas relacionados con el sector de la grabación musical.

## Categorías
Los premios se han anunciado de la siguiente forma:
- Música clásica
- Música barroca
- Blues
- Cámara Musical
- Coros Musicales
- Primer Recital
- Canciones Francesas
- Instrumentos y Música Sinfónica
- Solo Instrumentos
- Jazz
- Letras Musicales
- Música Moderna
- Opera
- Vocalista Solistas
- Música mundial